# Marcel Le Normand
 Marcel Le Normand – francuski judoka.
Brązowy medalista mistrzostw Europy w 1964 roku.